# Darevskia portschinskii
Darevskia portschinskii este o specie de șopârle din genul Darevskia, familia Lacertidae, ordinul Squamata, descrisă de Kessler 1878. A fost clasificată de IUCN ca specie cu risc scăzut. Conform Catalogue of Life specia Darevskia portschinskii nu are subspecii cunoscute.